# بيتر بيثلينفالفي
بيتر بيثلينفالفي (بالإنجليزيَّة:Peter Bethlenfalvy) هو رجل أعمال وسياسي كندي يشغل منصب وزير المالية في أونتاريو منذ 31 ديسمبر 2020. جلس بيثلينفالفي في الهيئة التشريعية لأونتاريو كعضو في البرلمان الإقليمي (MPP) عن بيكرينغ - أوكسبريدج منذ انتخابات مقاطعة أونتاريو 2018، ممثل عن حزب المحافظين التقدمي. شغل منصب رئيس مجلس خزانة أونتاريو من عام 2018 إلى عام 2021.

## النشأة والتعليم
ولد بيتر في مونتريال، كيبيك، لمهاجرين مجريين. حصل على درجة البكالوريوس في علم وظائف الأعضاء، وماجستير في إدارة الأعمال من جامعة ماكجيل، وماجستير في الآداب من جامعة تورنتو.

## الحياة السياسية
تم انتخابه لعضوية الجمعية التشريعية لأونتاريو في انتخابات المقاطعات 2018. بيكرينغ — أوكسبريدج كانت جولة إقليمية جديدة لعام 2018. تم إنشاؤه من أجزاء من بيكرينغ - سكاربورو إيست وأياكس - بيكرينغ ودورهام. شكل حزب المؤتمر الشعبي الحكومة وفي 29 يونيو 2018، تم تعيين بيثلينفالفي رئيسًا لمجلس الخزانة في حكومة رئيس الوزراء دوج فورد.
أثناء توليه منصبه، عمل بيثلينفالفي على مشاريع مثل مراجعة الإنفاق الحكومي سطرًا بسطر، ومبادرات تحديث الحكومة، وبشكل مثير للجدل، مشروع القانون 124، الذي يحد من تعويضات القطاع العام.
أصبح بيثليننفالفي وزيرًا لمالية مقاطعة أونتاريو بعد استقالة رود فيليبس في 31 ديسمبر 2020.